# Stephen Hemsley
 (octobre 2023).
La mise en forme du texte ne suit pas les recommandations de Wikipédia : il faut le « wikifier ».
Les points d'amélioration suivants sont les cas les plus fréquents. Le détail des points à revoir est peut-être précisé sur la page de discussion.
- Les titres sont pré-formatés par le logiciel. Ils ne sont ni en capitales, ni en gras.
- Le texte ne doit pas être écrit en capitales (les noms de famille non plus), ni en gras, ni en italique, ni en « petit »…
- Le gras n'est utilisé que pour surligner le titre de l'article dans l'introduction, une seule fois.
- L'italique est rarement utilisé : mots en langue étrangère, titres d'œuvres, noms de bateaux, etc.
- Les citations ne sont pas en italique mais en corps de texte normal. Elles sont entourées par des guillemets français : « et ».
- Les listes à puces sont à éviter, des paragraphes rédigés étant largement préférés. Les tableaux sont à réserver à la présentation de données structurées (résultats, etc.).
- Les appels de note de bas de page (petits chiffres en exposant, introduits par l'outil «  Source ») sont à placer entre la fin de phrase et le point final[comme ça].
- Les liens internes (vers d'autres articles de Wikipédia) sont à choisir avec parcimonie. Créez des liens vers des articles approfondissant le sujet. Les termes génériques sans rapport avec le sujet sont à éviter, ainsi que les répétitions de liens vers un même terme.
- Les liens externes sont à placer uniquement dans une section « Liens externes », à la fin de l'article. Ces liens sont à choisir avec parcimonie suivant les règles définies. Si un lien sert de source à l'article, son insertion dans le texte est à faire par les notes de bas de page.
- La présentation des références doit suivre les conventions bibliographiques. Il est recommandé d'utiliser les modèles {{Ouvrage}}, {{Chapitre}}, {{Article}}, {{Lien web}} et/ou {{Bibliographie}}. Le mode d'édition visuel peut mettre en forme automatiquement les références.
- Insérer une infobox (cadre d'informations à droite) n'est pas obligatoire pour parachever la mise en page.

Pour une aide détaillée, merci de consulter Aide:Wikification.
Si vous pensez que ces points ont été résolus, vous pouvez retirer ce bandeau et améliorer la mise en forme d'un autre article.
Stephen J. Hemsley (né en 1952) est actuellement[Quand ?] le président du conseil d'administration et ancien directeur général de UnitedHealth Group Inc. Cette entreprise est la plus grosse entreprise au monde dans le domaine de la santé avec un chiffre d'affaires dépassant 226,2 milliards de dollars et près de 115 millions de clients.
En août 2017, UnitedHealth a annoncé qu'Hemsley démissionnerait  de son rôle de PDG qu'il a occupé pendant une décennie et assumerait le rôle nouvellement créé de président exécutif du conseil d'administration.

## Biographie

### Début de la vie
Stephen J. Hemsley est né en 1952. Il est diplômé de l'Université Fordham en 1974.

### Carrière
Il était associé directeur et directeur financier chez Arthur Andersen. En 1997, il rejoint le groupe UnitedHealth. Il en est le directeur général depuis 2006.
Il était plus impliqué dans le traitement des options d'achat d'actions antidatées que ce qui avait été révélé précédemment, selon des documents déposés dans le cadre d'un procès d'actionnaires en 2008 devant un tribunal de district de Minneapolis. Les deux enquêtes menées par l'entreprise l'ont largement disculpé du scandale de l'antidatage. Cependant, la Securities and Exchange Commission (SEC) des États-Unis a poursuivi ses enquêtes même après avoir réglé en 2008 des poursuites judiciaires contre United Health Care elle-même et son ancien avocat généra.

### Compensation
Business Week rapporte que son salaire annuel s'élève à 14 518 164 $. Pour 2016, sa rémunération était estimée à 31,3 millions de dollars, soit une augmentation de 55,8 % par rapport à 2015, qui était estimée à 14 500 000 dollars par FierceHealthcare.
Le magazine Forbes l'a classé au 269ème rang dans son rapport spécial 2009 sur la rémunération des PDG. Selon bizjournals.com, il est le PDG le mieux payé du pays, Stephen Hemsley, a gagné 101,96 millions de dollars en 2010. En 2011, il a été nommé PDG le mieux payé par Forbes à la suite d'une forte augmentation de la valeur de ses actions. Fin 2011, la rémunération annuelle la plus récente d'Hemsley était estimée par Forbes à 48,8 millions de dollars.

### Autres postes
Il est administrateur de l'Université de St. Thomas, Minnesota, et administrateur de la Minnesota Public Radio. De plus, il est membre du Conseil exécutif national des Boy Scouts of America, l'organe directeur de l'organisation.